# سلاح ته‌پر

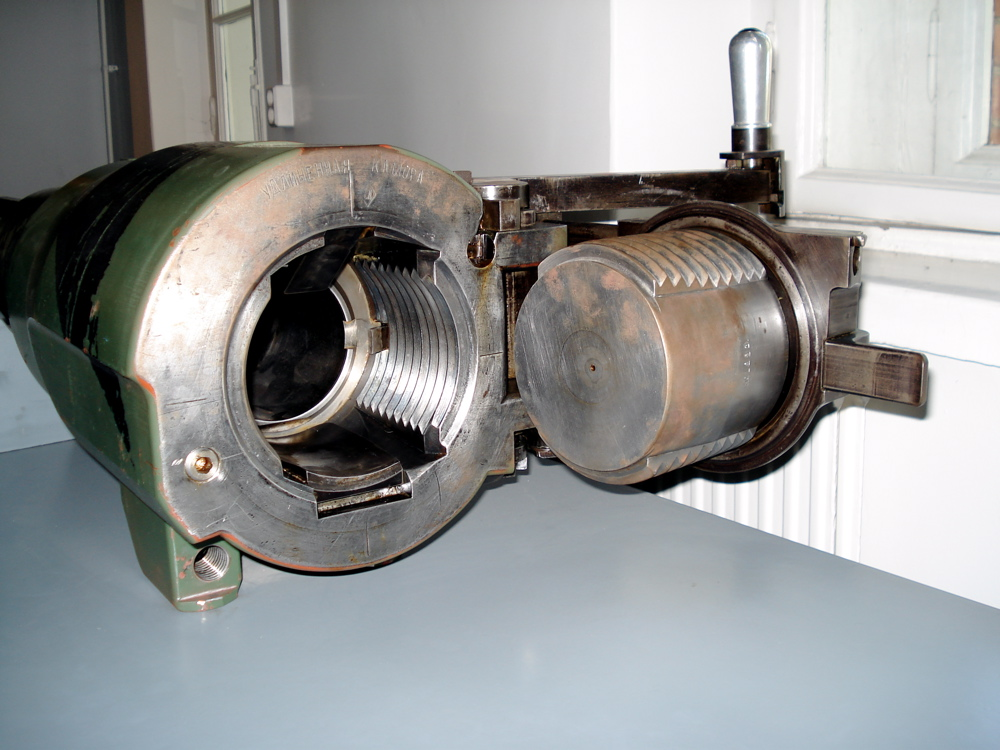
یک توپ ته پر.

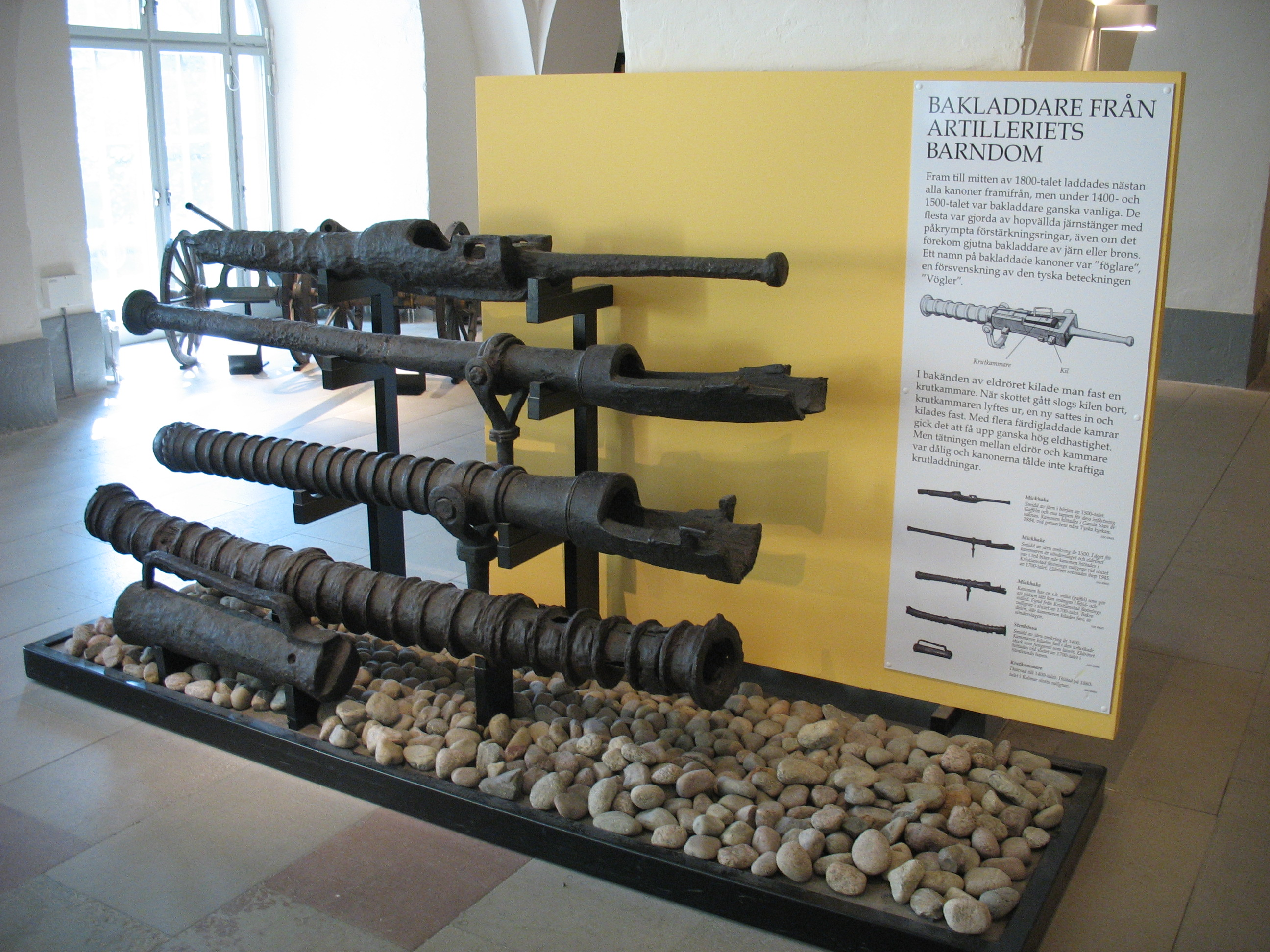
چند نمونه از سلاح‌های ته‌پر ابتدایی.

سلاح ته‌پر گونه‌ای سلاح گرم است که در آن فشنگ و گلوله توپ از ته لوله سلاح وارد می‌شود. تپانچه ته‌پر و توپ ته‌پر انواع مختلف این سلاح محسوب می‌شوند.